# Frans Violet
Frans Violet (1954) is een Belgisch dirigent, muziekpedagoog en trompettist.

## Levensloop
Violet kreeg zijn lagere en middelbare muziekopleiding vanaf 8-jarige leeftijd aan de toenmalige Gemeentelijke Muziekscholen van Boom en Willebroek. Hij studeerde aan het Koninklijk Vlaams Conservatorium in Antwerpen onder andere bij Albert De Keyzer en Emiel Maes. Zijn debuut als trompettist had hij in 1972 in het orkest van de Koninklijke Muntschouwburg te Brussel. Aansluitend stapte hij over naar het toenmalige symfonieorkest van de Belgische Radio- en Televisieomroep (BRT), nu: Vlaamse Radio- en Televisieomroep (VRT).
In 1984 werd hij docent voor koperblaasinstrumenten aan de Muziekacademie van Willebroek. Daarnaast was hij een bepaalde tijd docent HaFaBra aan het Lemmensinstituut in Leuven. Sinds 1993 is hij docent voor saxhoorn aan het Koninklijk Vlaams Conservatorium in Antwerpen, zijn Alma Mater.
Frans Violet was van 2002 tot 2008 dirigent van de Brassband Limburg. Voor een bepaalde tijd was hij ook dirigent van de Koninklijke Fanfare "St. Caecilia", Leest, Mechelen. Hij is dirigent van de Koninklijke Fanfare Concordia, Tisselt en van de Koninklijke fanfare Rumolduszonen Humbeek.
Violet is een veelgevraagd gastdirigent bij brassbands in het Verenigd Koninkrijk, Zwitserland en Noorwegen.

## Brassband Willebroek
Sinds 1979 is Frans Violet is dirigent van de Brassband Willebroek waarmee hij succesrijk op wedstrijden in het binnen- en buitenland was, onder andere vice-wereldkampioen in 2005 bij het Wereld Muziek Concours in Kerkrade en meerdere malen Europees kampioen bij de Europese Brassband Kampioenschappen.
In 2017 schreef hij met de Brassband Willebroek geschiedenis: als eerste Belgische band ooit mag de brassband zich vier jaar wereldkampioen noemen na het winnen van het Wereld Muziek Concours in Kerkrade.

## Ereburger
Het gemeentebestuur van Willebroek kende Violet op 25 oktober 2016 de titel ereburger toe.